# Bruno
Bruno (Brun en piemontès) és un municipi situat al territori de la província d'Asti, a la regió del Piemont (Itàlia).
Limita amb els municipis de Bergamasco, Carentino, Cassine, Castelnuovo Belbo i Mombaruzzo.
Pertany al municipi la frazione de Borgo Aie.